# Cubatão
Cubatão város Brazíliában, São Paulo államban. Lakosainak száma 131 626 fő (2020. július 1.). Cubatão São Vicente, São Bernardo do Campo, Santo André és Santos községekkel határos.

## Népesség
A település népességének változása:
| Lakosok száma | 108 309 | 118 720 | 127 006 | 131 626 | 112 476 |
|               | 2000    | 2010    | 2015    | 2020    | 2022    |